# سبارك للنشر والتوزيع
سبارك بوكس دار نشر وتوزيع عربية لها فروع في الكويت - مصر - دبي - قطر - الرياض ، تهتم بتقديم أنواع الأدب الغير منتشره مثل الخيال العلمي - الرعب، كما كانت السباقة في مجال النشر الإلكتروني في الوطن العربي. من أشهر الكتاب الذين كتبوا للداريوسف زيدان، ايهاب عمر، أحمد خالد توفيق، نبيل فاروق، تامر إبراهيم، سند راشد دخيل.

## وصلات خارجية
الموقع الرسمي لسبارك للنشر والتوزيع